# Legenda cavalerului
Legenda cavalerului (în engleză Sword of the Valiant: The Legend of Sir Gawain and the Green Knight, în traducere „Sabia viteazului: Legenda lui Sir Gawain și a Cavalerului Verde”) este un film fantastic regizat de Stephen Weeks după un scenariu de Rosemary Sutcliff bazat pe poemul anonim din secolul al XIV-lea Sir Gawain și Cavalerul Verde. În rolurile principale au interpretat actorii Miles O'Keeffe, Trevor Howard, Lila Kedrova, Cyrielle Clair, Leigh Lawson, Peter Cushing și Sean Connery.
A  avut premiera în 1983, fiind distribuit de The Cannon Group[*]. Coloana sonoră a fost compusă de Ron Geesin[*]. 
Stephen Weeks a refăcut filmul său din 1973, Sir Gawain și Cavalerul Verde, în care Murray Head a interpretat rolul lui Gawain și Nigel Green a interpretat pentru ultima dată rolul Cavalerului Verde.

## Distribuție
Au interpretat actorii:

Cyrielle Clair[*]
Trevor Howard
Peter Cushing
Lila Kedrova
John Rhys-Davies
Ronald Lacey[*]
Bruce Lidington[*]
David Rappaport[*]
Douglas Wilmer
Wilfrid Brambell[*]
Miles O'Keeffe[*]
Sean Connery
Leigh Lawson[*]
Brian Coburn[*]
Thomas Heathcote[*]  .